# Vulcanochthonius pohakuloae
Vulcanochthonius pohakuloae är en spindeldjursart som beskrevs av William B. Muchmore 2000. Vulcanochthonius pohakuloae ingår i släktet Vulcanochthonius och familjen käkklokrypare. Inga underarter finns listade i Catalogue of Life.